# Our Vines Have Tender Grapes
Our Vines Have Tender Grapes is een Amerikaanse dramafilm uit 1945 onder regie van Roy Rowland. De hoofdrollen worden vertolkt door Edward G. Robinson en kindster Margaret O'Brien. De film is gebaseerd op de gelijknamige roman van George Victor Martin uit 1940.

## Verhaal
Martinius Jacobson is a Noorse immigrant die samen met zijn vrouw Bruna en zijn 7-jarig dochtertje Selma een boerderij heeft in Wisconsin. Selma beleeft er samen met haar neefje, de 5-jarige Arnold, een zorgeloze jeugd. Wanneer Bjorn Bjornson zijn volledige veestapel verliest nadat de bliksem insloeg in zijn nieuwe schuur, schenkt Selma haar lievelingskalfje aan de getroffen boer. Dit inspireert de hele gemeenschap, die haar voorbeeld volgt.

## Rolverdeling
| Acteur                 | Personage          |
| ---------------------- | ------------------ |
| Edward G. Robinson     | Martinius Jacobson |
| Margaret O'Brien       | Selma Jacobson     |
| James Craig            | Nels Halverson     |
| Frances Gifford        | Viola Johnson      |
| Agnes Moorehead        | Bruna Jacobson     |
| Morris Carnovsky       | Bjorn Bjornson     |
| Jackie "Butch" Jenkins | Arnold Hanson      |
| Sara Haden             | Mrs. Bjornson      |
| Greta Granstedt        | Mrs. Faraassen     |
| Dorothy Morris         | Ingeborg Jensen    |
| Arthur Space           | Pete Hanson        |
| Elizabeth Russell      | Kola Hanson        |
| Louis Jean Heydt       | Mr. Faraassen      |
| Charles Middleton      | Kurt Jensen        |
| Francis Pierlot        | Minister           |

## Trivia
- George Victor Martin baseerde zijn roman op de jeugdherinneringen van zijn vrouw Selma, die opgroeide in Benson Corners, een kleine Noors-Amerikaanse boerengemeenschap in Portage County (Wisconsin). Hoewel hij in zijn boek de naam van de gemeenschap veranderde in Benson Junction, behield hij de namen van zijn vrouw en haar vader, Martinius Jacobson, een Noorse immigrant.[3][4]
- Dit was het laatste scenario van Dalton Trumbo voordat hij op de zwarte lijst van Hollywood werd gezet omdat hij weigerde te getuigen voor het House Committee on Un-American Activities.[5] De film werd tientallen jaren lang grotendeels genegeerd vanwege Trumbo's politieke problemen.[2]